# 邛溪镇
邛溪镇（藏語：ཁྱུང་མཆུ་，藏语拼音：Kyungqu），是中华人民共和国四川省阿坝藏族羌族自治州红原县下辖的一个乡镇级行政单位。

## 行政区划
邛溪镇下辖以下地区：
玉龙社区、瑞庆社区、一村、二村、三村和热多村。